# Explosión del camión cisterna de gas de Ecatepec de Morelos
El 7 de mayo de 2013, un camión cisterna de gas perdió el control y se estrelló con varios vehículos y casas antes de que explotara en la autopista 85 en Ecatepec de Morelos, Estado de México. Al menos 27 personas murieron y más de 30 resultaron heridas como consecuencia del accidente. Los incendios resultantes afectaron 45 viviendas y 16 vehículos.

## Antecedentes
Antes de 2012, los camiones de transporte mexicanos podían transportar hasta 80 toneladas métricas de carga, aproximadamente el doble del límite en los Estados Unidos. Una serie de accidentes mortales, incluyendo uno en abril de 2012 mató a 43 personas, provocaron protestas y llamados para una reforma. En respuesta, el gobierno mexicano redujo la cantidad máxima de peso permitido para ser transportado en vehículos de carga por cerca de 4,5 toneladas. Sin embargo, los accidentes siguen siendo comunes. Para agravar el peligro, a menudo, las casas están construidas sobre materiales baratos a unos pocos metros de las principales autopistas.

## El accidente
El 7 de mayo de 2013, alrededor de las 05:15 hora local (12:15 GMT), un camión cisterna de gas perteneciente a la compañía privada SoniGas (Grupo SONI) explotó en la carretera "México-Pachuca" en Ecatepec de Morelos, un municipio en el Estado de México cerca de 14 kilómetros (8.7 millas) al noreste de la Ciudad de México. Los primeros informes indicaron que entre 20 y 23 personas murieron, entre ellas 10 niños, y otras 31 personas resultaron heridas como consecuencia del accidente. Entre los muertos estaba una familia de cuatro personas, entre ellas dos niños de 11 y 6 años. Veintitrés personas fueron hospitalizadas, ocho de ellos en estado grave. Muchas de las víctimas estaban durmiendo en sus casas a lo largo del borde de la carretera en el momento del accidente.
La explosión provocó grandes incendios que dañaron 45 viviendas y 16 vehículos. Los medios locales describen el área como si se asemejara a una "zona de guerra". "Fue una bola de fuego que explotó como si hubieran puesto de relieve en toda la ventana", dijo un testigo. "Abrimos la puerta y era como el fuego había inyectado a través del conjunto del jardín". Alrededor de 100 personas se quedaron sin hogar por el accidente. Aunque Pemex no estuvo involucrado en el accidente, la compañía dijo que ayudar con los esfuerzos de rescate.
De acuerdo con los primeros informes, el conductor del camión cisterna iba a exceso de velocidad y perdió el control del vehículo. Luego chocó contra varios vehículos y viviendas antes de que el camión cisterna explote. El conductor del camión cisterna fue llevado al hospital local, donde fue detenido. La autopista permaneció cerrada durante casi todo el día.

## Secuelas
El Presidente de México Enrique Peña Nieto solicitó a la Secretaría de Comunicaciones y Transportes, así como al Sistema de Protección Civil de México, investigar las causas del accidente. Eruviel Ávila, gobernador del Estado de México, regresará a México. Ávila se encontraba en una visita oficial a la Ciudad del Vaticano, pero después de las explosiones decidió cancelar su viaje. También anunció que el gobierno estatal pagará los gastos funerarios de las familias de las víctimas y personas afectadas, que recibirán MXN $ 25.000 (aproximadamente USD $ 2.000) para "reconstruir sus hogares". Termogas, dueño del camión, anunció la empresa, será responsable de los daños y perjuicios, si el camión fue la causa del accidente.